# El águila de dos cabezas
El águila de dos cabezas (L'aigle à deux tetes) es una obra de teatro del poeta y dramaturgo francés Jean Cocteau, escrita en 1943, y llevada al cine en varias ocasiones.

## Historia e interpretación
Obra política y de intrigas palaciegas, es un melodrama romántico inspirado vagamente en la historia de la reina Elisabeth de Austria (Sissi) según la descripción de Remy de Gourmont.  
En una comarca imprecisa, se da el encuentro de la reina de "espíritu anarquista" - según Cocteau - con el "anarquista de espíritu regio" Stanislas, que le dará muerte.
Fue estrenada en Bruselas en 1946 sucediéndose estrenos en Lyon y finalmente París el 21 de diciembre de 1946 en el théâtre Hébertot con Edwige Feuillere (la reina), Jean Marais, Silvia Monfort (Edith de Berg), Georges Marny (Félix de Willenstein), Jacques Varennes (conde de Foëhn) y Georges Aminel (Tony) con música de Georges Auric, decorados de Christian Bérard y dirigida por el mismo Cocteau. Tuvo gran éxito pese a las duras críticas según consta en las memorias de Jean Marais (Histoires de ma vie. Albin Michel, París, 1975).
Fue estrenada en Nueva York en marzo de 1947 con el nombre The Eagle Has Two Heads con Tallulah Bankhead y Helmut Dantine dirigida por John C. Wilson.
En el West End de Londres fue protagonizada por Eileen Herlie en 1948. Se estrenó luego en Barcelona, Roma, Madrid y otras plazas.
En 1949 fue estrenada en Buenos Aires con Lola Membrives, se repuso en la capital porteña en 1958 y 1963 con Rosa Rosen y en 1978 con Bárbara Mujica y Miguel Ángel Solá.
En París en 1979, fue repuesta en el Théâtre de l’Athénée dirigida por Jean-Pierre Dusséaux con vestuario de Yves Saint Laurent con Martine Chevallier.
Inspiró la ópera El ángel de la muerte, del compositor argentino Mario Perusso.

## Versiones cinematográficas
Se llevó al cine en 1948, con los dos actores principales del estreno teatral: Edwige Feuillère y Jean Marais. En 1981, Michelangelo Antonioni se basó en la obra para su película El misterio de Oberwald, con Monica Vitti y Franco Branciaroli. Dirigida por Pierre Cavasillas, la interpretó Marthe Keller en una versión para la televisión francesa en 1975.